# Mariano Juan
Mariano Alcides Juan (Buenos Aires, 15 mei 1976) is een voormalig Argentijns voetballer.
In de jeugd kwam Juan uit voor CA Huracán en River Plate. Hij speelde twee jaar bij het eerste team van River Plate als verdedigende middenvelder. Hij speelde slechts zeven wedstrijden voor deze club. In 1995 werd hij opgenomen in de selectie voor het Argentijns voetbalelftal onder de 20 jaar. Met deze jeugdselectie werd Argentinië in Qatar wereldkampioen met Juan in de basis. Ook won hij met Argentinië het jeugdtoernooi van Toulon. Hierna werd hij voor vijf jaar gecontracteerd door AFC Ajax, dat op zoek was naar een vervanger voor Danny Blind. Hij speelde een aantal goede wedstrijden maar kwam al snel op de bank. Het dieptepunt was een wissel in de 29e minuut tegen FC Twente, nadat hij zoekgespeeld werd door Arnold Bruggink. Na deze wedstrijd belandde Juan op de tribune. Na een blessure leek het weer de goede kant op de gaan; coach Louis van Gaal zag nog wel toekomst in hem. Het eerste jaar speelde hij in totaal 24 wedstrijden voor Ajax.
Helaas voor Juan vertrok Van Gaal en kwam Morten Olsen. De nieuwe coach nam een aantal nieuwe spelers mee waardoor Juan in het tweede elftal werd geplaatst. Hij heeft nog eenmaal mogen invallen, daarna mocht hij uitkijken naar een nieuwe club. Juan werd om deze redenen verhuurd aan Racing Club de Avellaneda. Daarna heeft hij op huurbasis anderhalf jaar gespeeld voor het Spaanse Getafe CF in de Segunda División A. Na Getafe heeft hij nog een jaar in Toledo CD gevoetbald. Hij verbrak zijn contract bij Toledo in 2003 om bij zijn favoriete club CA Huracán te tekenen. Die club probeerde tevergeefs terug te keren op het hoogste niveau met Juan als aanvoerder.
Hij speelde in het seizoen 2006/2007 nog op lager niveau bij CD Leganés in de buurt van Madrid en bleef daar wonen. Eind 2011 werd hij aangesteld als technisch directeur bij Huracán. In 2012 mocht hij zich definitief in Spanje vestigen.

## Voetbalcarrière
| seizoen | club                      | land       | competitie                  | wed. | goals |
| ------- | ------------------------- | ---------- | --------------------------- | ---- | ----- |
| 1994/95 | River Plate               | Argentinië | Primera División Argentinië | 1    | 0     |
| 1995/96 | River Plate               | Argentinië | Primera División Argentinië | 6    | 0     |
| 1996/97 | AFC Ajax                  | Nederland  | Eredivisie                  | 14   | 0     |
| 1997/98 | AFC Ajax                  | Nederland  | Eredivisie                  | 1    | 0     |
| 1998/99 | Racing Club de Avellaneda | Argentinië | Primera División Argentinië | 5    | 0     |
| 1999/00 | AFC Ajax                  | Nederland  | Eredivisie                  | 0    | 0     |
| 1999/00 | Getafe CF                 | Spanje     | Segunda División A          | 14   | 1     |
| 2000/01 | Getafe CF                 | Spanje     | Segunda División A          | 27   | 2     |
| 2001/02 | Getafe CF                 | Spanje     | Segunda División A          | 0    | 0     |
| 2002/03 | CD Toledo                 | Spanje     | Segunda División B          | 32   | 0     |
| 2003/04 | Club Atlético Huracán¹    | Argentinië | Primera B Nacional          | 28   | 0     |
| 2004/05 | Club Atlético Huracán¹    | Argentinië | Primera B Nacional          | 28   | 2     |
| 2005/06 | Club Atlético Huracán¹    | Argentinië | Primera B Nacional          | 27   | 0     |
| 2006/07 | CD Leganés                | Spanje     | Segunda División B          | 29   | 0     |
| 2007/08 | CD Leganés B              | Spanje     | Preferente Madrid           |      |       |
| 2008/09 | CD Leganés B              | Spanje     | Preferente Madrid           |      |       |

¹Huracán statistieken inclusief play-off wedstrijden